# Segimon III Vasa
  Segimon III Vasa  (suec: Sigismund)  (Gripsholm Castle, 20 de juny de 1566 (Gregorià) - Varsòvia, 19 d'abril de 1632 (Julià)), fou rei de Polònia entre 1587 i 1632, amb el nom de Segimon III. Rei de Suècia de 1592 a 1599, amb el nom de Segimon I. Era fill del rei Joan III i de Caterina Jagelló.
Es va casar amb Anna d'Habsburg (1573-1598), filla de l'arxiduc Carles II d'Àustria (1540-1590), duc d'Estíria, i de la princesa Maria Anna de Baviera (1551-1608).

## Ascens al tron
El 1587 es va postular al tron polonès després de la mort d'Esteve Bathory recolzat per la reina vídua Anna i diversos magnats d'elit que el consideraven un candidat nadiu com a descendent dels Jagellons, encara que l'elecció va ser obertament qüestionada i oposada pels nobles políticament associats a la família Zborowski. Amb la benedicció del primat Stanisław Karnkowski i el fort suport d'altres influènts, va ser elegit governant de la Confederació de Polònia i Lituània el 19 d'agost de 1587, quan ja era el príncep hereu de Suècia i, per tant, succeiria legalment al tron de Suècia a la mort del seu pare. però la seva reivindicació va ser obertament contestada per Maximilià III d'Àustria, que va llançar una expedició militar per desafiar el nou rei. La seva derrota el 1588 a mans de Jan Zamoyski va segellar el dret de Segimon al tron de Polònia i Suècia.
Va ser un fervent catòlic i un monarca de visió expansionista. El seu govern es va dur a terme principalment a Polònia, des d'on va intentar governar Suècia. La seva impopularitat va ocasionar que fos enderrocat a Suècia i que se succeïssin aixecaments a Polònia, així com el fracàs de la seva expansió en el Tsarat Rus. No obstant això, la República de les Dues Nacions començaria amb ell un període de fortalesa i influència política.

### Conflicte amb Anglaterra
A la dècada de 1590 anglesos i otomans coincidien en oposar-se als espanyols. Segimon s'havia enfrontat amb els turcs al sud-est de Polònia. Als Països Baixos els protestants enviades per Elisabet I d'Anglaterra lluitaven contra els catòlics de Felip II de Castella impedint que Espanya conquistés territori al sud del canal de la Mànega. El poder naval d'Anglaterra impedia que Espanya dominés la Mediterrània en benefici dels turcs. Anglaterra va comprar una gran quantitat de gra i fusta de Polònia per proveir la seva armada i Edward Barton, l'ambaixador d'Isabel a l'Imperi Otomà, els havia advertit que Anglaterra hauria de respondre si els otomans envaïen Polònia. El diplomàtic polonès Paweł Działyński va informar a Elisabet que Segimon estava indignat perquè els seus vaixells estaven capturant els vaixells de comerciants polonesos i hanseàtics que comerciaven amb els espanyols, i que estava preparat per començar les hostilitats i Segimon va aconseguir assegurar el comerç amb les corones espanyola i anglesa, tot i que les relacions entre les dues nacions es va tensar.

## Revolta de Zebrzydowski
L'intent de Segimon d'apoderar-se d'una autoritat il·limitada va donar lloc a la rebel·lió de Zebrzydowski en 1606 formada per l'hetman Mikołaj Zebrzydowski, Jan Szczęsny Herburt, Stanisław Stadnicki, Aleksander Józef Lisowski i el príncep Janusz Radziwiłł per la creixent insatisfacció dels szlachta polonesos i els magnats rics amb el monarca, i van formar un consell de guerra i van descriure les seves demandes en 67 articles en els que van exigir el destronament de Segimon per infringir la Confederació de Varsòvia i van estipular l'expulsió dels jesuïtes. Al Sejm s'havia de concedir l'autoritat de nomenar funcionaris de l'estat en comptes del rei, els funcionaris locals havien de ser elegits i els drets dels protestants s'ampliaven. El Parlament de 1607 va rebutjar aquestes condicions.
Els nobles es van mobilitzar al poble de Guzów i el 1607 l'exèrcit reial polonès, dirigit per l'hetman Jan Karol Chodkiewicz s'hi va dirigir, lluitant el 5 de juliol la batalla de Guzów amb victòria de les forces reialistes. Els nobles rebels es van rendir formalment al rei a la reunió del parlament de 1609 a canvi de rebre clemència. Malgrat el fracàs de derrocar al rei, la rebel·lió va establir fermament els drets i privilegis dels nobles en el sistema polític polonès, va confirmar la inviolabilitat de les eleccions reials i la tolerància religiosa.

## Guerra russo-polonesa (1605-1618)

Fronteres segons la Pau de Deulino de 1618. Els territoris guanyats per Polònia i Lituània són marcats en color taronja.

Alguns szlachta (nobles), animats per alguns boiars russos, però sense el consentiment de Segimon, intentaren explotar la feblesa russa i intervenir en la seva guerra civil donant suport als impostors que fingien ser Demetri Ivànovitx i reclamaven el tron del tsar de Rússia, Demetri I el Fals i posteriorment Demetri II el Fals, contra els tsar coronats Borís Godunov i Vassili Xúiski. La primera iniciativa d'intervenció polonesa comença el 1605 i acaba el 1606 amb la mort del primer fals Demetri. La segona iniciativa comença el 1607 i dura fins al 1609, quan el tsar Vassili Xúiski feu una aliança militar amb Suècia. En resposta a aquesta aliança, Segimon decideix intervenir oficialment i declarar la guerra a Rússia, tot volent afeblir l'aliat de Suècia i obtenir concessions territorials.
Després de la victòries de la Confederació a la batalla de Klúixino, que acaba amb les forces poloneses entrant a Moscou el 1610, i Suècia es va retirar de l'aliança militar amb Rússia desencadenant la Guerra d'Íngria. El fill de Segimon, el príncep Ladislau IV, fou breument escollit tsar però Segimon poc després, decideix adquirir el tron rus per a si mateix. Això inquieta els boiars pro-polonesos, qui acceptarien el moderat Ladislau però no el pro-catòlic i anti-ortodox Segimon. Com a conseqüència, la facció pro-polonesa boiar desaparegué, i la guerra continuà el 1611, i les tropes poloneses foren expulsades de Moscou, encara que aconseguiren prendre Smolensk. Al final, a causa de problemes interns tant a la Confederació com a Rússia, les hostilitats militars es reduïren entre el 1612 i el 1617, moment en què Segimon duu a terme un últim intent de conquerir Rússia, però fracassa. La guerra finalment acaba el 1618 amb la Pau de Deulino, que va suposar la més gran expansió territorial de la Confederació, que guanya el control sobre el Voivodat de Smolensk i el Voivodat de Txerníhiv però no el control sobre Rússia, la qual surt de la guerra amb la seva independència intacta.

## Guerra poloneso-sueca (1617-1618)
Rússia i Suècia estaven aliades des del final de la guerra d'Íngria pel Tractat de Stolbovo i Gustau II Adolf va voler treure pressió polonesa sobre Rússia en un moment en què la Confederació de Polònia i Lituània lluitava contra el Kanat de Crimea i l'Imperi Otomà i va voler disputar Livònia i Estònia i tancar la reclamació de Segimon al tron suec. Els suecs van ocupar la major part de la costa de Livònia però fou recuperada pels confederats, i el setembre de 1618 es va signar una treva, que va tenir una validesa de dos anys, fins al novembre de 1620.

## Guerra dels Trenta Anys (1618–1648)
Segimon va intentar unir-se al bàndol catòlic de la Guerra dels Trenta Anys, però el parlament polonès no ho va permetre. El seu pla era envair i possiblement ocupar Transsilvània, aleshores aliada dels otomans i, per tant, perillós per a la monarquia dels Habsburg i Polònia i els principals pilars de la força militar a Polònia, inclòs Stanisław Żółkiewski, van aprovar cordialment la política del rei en aquest sentit, però va resultar impracticable doncs els Rákóczi i Gabriel Bethlen simpatitzaven amb el sultà i contraatacarien si es presentava l'oportunitat. La posició no intervencionista del parlament va arribar tan lluny que es va negar a concedir cap subvenció per a les guerres sueques. La indecisió i l'oposició política van afeblir l'aliança entre els estats dels Habsburg i la Confederació de Polònia i Lituània però els mercenaris polonesos Lisowczycy es van unir al Sacre Imperi Romanogermànic en la batalla d'Humenné contra el Principat de Transsilvània salvant Viena de caure en mans transilvanes.

## Guerra otomano-polonesa (1620-1621)
La guerra otomano-polonesa (1620-1621) va obligar la Confederació de Polònia i Lituània a retirar-se de Moldàvia, però la victòria de Segimon sobre els turcs a la batalla de Khotín va disminuir la supremacia del sultanat i finalment va provocar l'assassinat d'Osman II.

## Guerra poloneso-sueca (1621-1625)
La guerra poloneso-sueca de 1621 a 1625 va ser una guerra en una llarga sèrie de conflictes entre la Confederació de Polònia i Lituània i l'Imperi suec. Va començar amb una invasió sueca de Livònia. Les forces sueques van aconseguir prendre Riga després d'un setge. La Confederació, centrada en la guerra amb l'Imperi Otomà, no va poder enviar forces importants per aturar Gustau II Adolf, i va signar una treva favorable a Suècia. La Confederació va cedir Livònia al nord del riu Dvina i només va mantenir el control nominal sobre Riga. La nova treva de Mitawa es va signar i va durar des del novembre de 1622 fins al març de 1625.

## Guerra poloneso-sueca (1626–1629)
Després d'una sèrie de conflictes entre Polònia i Suècia els anys 1600-1611, 1617-1618, 1621–1625 que van acabar en un punt mort, Gustau II Adolf va envair el 1626 per aconseguir el control de Livònia i renunciar a la pretensió de Segismund sobre la corona sueca. Segimon, ja en edat avançada, seguia ambicionant apoderar-se de Suècia donant a Gustau Adolf un casus belli raonable i una justificació per a la guerra. Encara que l'exèrcit polonès havia aconseguit grans victòries en les batalles anteriors contra Suècia, especialment a la batalla de Kircholm el 1605, el final va resultar catastròfic. Encara que Polònia va sortir victoriosa a la batalla de Trzciana, l'esgotat Segimon va acceptar el tractat d'Altmark el 26 de setembre de 1629 que va concedir a Suècia el control de Livònia, encara que Prússia, Letgàlia i Daugavpils romanien sota govern polonès.

## Darrers anys
Va ser un protector de la cultura i de la música, tenint entre altres mestres a la seva cort en Paul Siefert i, en Asprilio Pacelli, al qual inclús li va fer aixecar un monument amb un epitafi a la mort del músic. Va morir el 30 d'abril de 1632 al castell de Varsòvia i es troba sepultat a la Catedral de Cracovia.